# イヴァン・ペリシッチ
イヴァン・ペリシッチ（Ivan Perišić、1989年2月2日 - ）は、ユーゴスラビア（現：クロアチア）・スプリト出身のサッカー選手。PSVアイントホーフェン所属。クロアチア代表。ポジションはMF。元ビーチバレークロアチア代表。

## 経歴
2005年にHNKハイドゥク・スプリトのユースチームに入団。2007年にフランスのFCソショーに移籍し、2009年にベルギーのKSVルーセラーレにレンタル移籍。2009年8月26日、クラブ・ブルッヘに3年契約で完全移籍を果たした。2010-11シーズンには22得点をマークし得点王となり、ベルギー年間最優秀選手賞を受賞した。
2011年5月22日、ドイツのボルシア・ドルトムントと5年契約を交わした。8月5日のハンブルガーSV戦でデビューを果たし、9月24日のマインツ戦で初得点を記録。2012年4月22日のボルシアMG戦では前半23分にゴールを挙げ、これが決勝点となりブンデスリーガ優勝を果たした。しかし翌2012-13シーズンには出場機会が減少したためユルゲン・クロップ監督と衝突し、クロップを批判した。

### ヴォルフスブルク

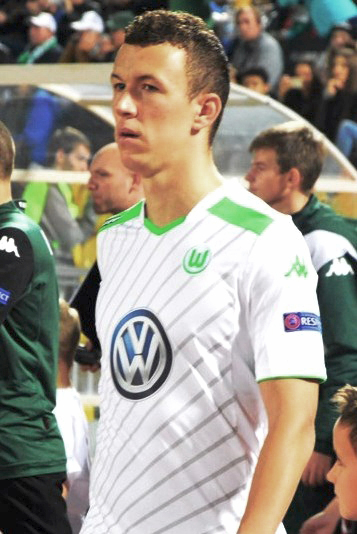
2014年のペリシッチ

2013年1月6日、ドイツ・VfLヴォルフスブルクへ完全移籍した。契約は2017年のシーズン終了まで。移籍金は約750万ユーロ。1月19日にシュツットガルト戦にてヴォルフスブルクデビュー。同シーズンはチーム内でイヴィツァ・オリッチに次ぐ10得点を挙げた。
2014-15シーズンのDFBポカールでは決勝で古巣のボルシア・ドルトムントを破りクラブに初優勝をもたらした。

### インテル
2015年8月30日、イタリアのインテルナツィオナーレ・ミラノと2020年6月30日までの5年契約を交わし完全移籍。9月13日に行われたACミランとのミラノダービーで移籍後初出場を果たした。2016年9月のイタリアダービーでは交代出場から決勝ゴールを決め、約4年ぶりとなるユベントス撃破を助けた。2017年12月、第15節のキエーボ戦でキャリア初のハットトリックを達成。その後は主力として左サイドを主戦場とした。
2017年は、クラブの許可を得ずにビーチバレーの大会に参加、念願だったビーチバレー選手としての夢をかなえた。ビーチバレークロアチア代表として3試合を戦った。

### バイエルン・ミュンヘン
2019-20シーズンは新しく監督に就任したアントニオ・コンテに構想外とされたためASモナコやアーセナルFCから興味を示されたが、2019年8月13日、FCバイエルン・ミュンヘンに買取オプション付きのレンタルで移籍した。8月31日のマインツ戦で移籍後初ゴールを決めた。DFBポカール決勝のレバークーゼン戦でロベルト・レヴァンドフスキのゴールをアシストして優勝に貢献した。8月14日、チャンピオンズリーグ準々決勝のFCバルセロナ戦ではチームの1点目の起点となり、また自らのチームの2点目のゴールを決め、準決勝進出に重要な役割を果たした。決勝のパリ・サンジェルマン戦では後半途中から出場して優勝に貢献、シーズントータルでは35試合8ゴール10アシストの成績を残し、チームのトリプレーテ(3冠獲得)に貢献した。しかし、バイエルンへの完全移籍はならず、更にブンデスリーガでのプレー経験が豊富と言うこともあり、2020年9月にはRBライプツィヒ、バイエル・レバークーゼン、ヘルタ・ベルリンなどが、ペリシッチの獲得に乗り出していると報じられた。

### インテル復帰
2020-21シーズン、夏の移籍市場で様々なチームが獲得に乗り出していると報じられていたが結果的にチームに残留。シーズン前半は慣れない左WBに苦戦するもシーズン後半以降はフィットし、左ウィングバックとしてリーグ優勝に貢献した。
2021-22シーズン、第26節ミラノダービーでは先制点を奪ったが、1-2で敗戦した。コッパ・イタリア決勝のユヴェントス戦では延長戦で2ゴールを決めて優勝に貢献した。契約切れにともない、チームとの契約を延長せず退団することとなった。インテル通算では254試合55ゴール49アシスト。

### トッテナム
2022-23シーズンから2シーズンの契約でトッテナムにフリートランスファーで加入した。リーグ第28節、サウサンプトン戦で移籍後初ゴールを挙げた。トータル44試合に出場し、得点は前述の1得点に終わったが、12アシストを決めた。
2023年9月20日、トレーニング中に左膝前十字靭帯損傷の重傷を負ったことが発表された。
2024年6月6日、チームを退団することが発表された。

### ハイドゥク・スプリト復帰
2024年1月19日、古巣のハイドゥク・スプリトにシーズン終了までのレンタルで移籍した。

### PSVアイントホーフェン
2024年9月18日、1年契約でオランダのPSVアイントホーフェンに加入することが発表された。
2024-25シーズンのパフォーマンスが評価され、2027年6月27日、PSVとの契約が2年延長された。

## 代表歴
クロアチア代表として各年代で代表招集を受けており、UEFA U-21欧州選手権2011にも出場した。
2011年1月26日に初めてフル代表に選出され、同年3月26日のEURO2012予選・ジョージア戦で代表デビュー。EURO 2012のメンバーにも選出され、クロアチアの全3試合に出場した。2012年9月11日の2014W杯欧州予選のベルギー戦で代表初得点を挙げた。
2014年FIFAワールドカップブラジル大会では一次リーグ全3試合に出場、第2戦カメルーン戦、第3戦メキシコ戦でゴールを決めたが決勝トーナメント進出はならなかった。
EURO2016予選では9試合で6得点を挙げ攻撃陣を牽引。本大会のグループリーグではチェコ戦とスペイン戦で得点を奪ったが、決勝トーナメント1回戦でポルトガルに敗れた。
2018 FIFAワールドカップロシア大会、一次リーグ第3戦アイスランド戦では決勝ゴールを決め、準決勝のイングランド戦では1-0とリードされる中、同点ゴールを決めただけでなく、延長戦後半にはマンジュキッチのゴールをアシストし、MOMに選ばれるなど、クロアチア史上初のワールドカップ決勝進出に貢献。決勝のフランス戦では28分に同点ゴールを決めたが、35分のコーナーキックの際、自らの一連のプレーからVARの判定の結果、ハンドを取られフランスにPKを与えてしまい、自らのゴールを帳消しにしてしまう形となってしまった。最終的に2-4で敗れ、クロアチア史上初のワールドカップ制覇はならなかった。
2020年、アルメニア戦で代表100試合出場を達成、この試合でゴールも挙げた。
2021年6月、UEFA EURO 2020に参加。グループリーグ第2戦チェコ戦では1-1の同点に追いつくゴールを挙げた。第3戦のスコットランド戦ではクロスを頭で落として先制点をアシストするとともに、試合を決定付けるチームの3点目のゴールを決め、決勝トーナメント進出に貢献した。しかし新型コロナウイルスウイルスにより決勝トーナメント1回戦のスペイン戦を欠場、チームはこの試合で敗退した。
2022年、ワールドカップカタール大会では決勝トーナメント1回戦の日本戦でクロスを頭で合わせて同点ゴールを奪い、PK戦の末にベスト8進出に進出した。3位決定戦のモロッコ戦では、本来のポジションと異なる左サイドバックに起用され、守備に奮闘した。大会中、メッシらと並ぶ最多タイとなる3つのアシストを決め、チームの3位入賞に貢献した。
2024年、UEFA EURO 2024に出場するクロアチア代表に選出された。

## 個人成績

### クラブ
2020年7月4日時点
| クラブ                        | シーズン | リーグ                   | リーグ | リーグ | カップ | カップ | 国際大会 | 国際大会 | その他 | その他 | 通算 | 通算 |
| クラブ                        | シーズン | ディビジョン             | 出場   | 得点   | 出場   | 得点   | 出場     | 得点     | 出場   | 得点   | 出場 | 得点 |
| ----------------------------- | -------- | ------------------------ | ------ | ------ | ------ | ------ | -------- | -------- | ------ | ------ | ---- | ---- |
| ルーセラーレ (loan)           | 2008-09  | ジュピラー・プロ・リーグ | 18     | 5      | 2      | 3      | —        | —        | 0      | 0      | 20   | 8    |
| クラブ・ブルッヘ              | 2009-10  | ジュピラー・プロ・リーグ | 33     | 9      | 2      | 0      | 8        | 4        | —      | —      | 43   | 13   |
| クラブ・ブルッヘ              | 2010-11  | ジュピラー・プロ・リーグ | 37     | 22     | 1      | 0      | 8        | 0        | —      | —      | 46   | 22   |
| クラブ・ブルッヘ              | 通算     | 通算                     | 70     | 31     | 3      | 0      | 16       | 4        | —      | —      | 89   | 35   |
| ボルシア・ドルトムント        | 2011-12  | ブンデスリーガ           | 28     | 7      | 6      | 1      | 6        | 1        | 1      | 0      | 41   | 9    |
| ボルシア・ドルトムント        | 2012-13  | ブンデスリーガ           | 14     | 2      | 3      | 1      | 5        | 0        | 1      | 0      | 23   | 3    |
| ボルシア・ドルトムント        | 通算     | 通算                     | 42     | 9      | 9      | 2      | 11       | 1        | 2      | 0      | 64   | 12   |
| ヴォルフスブルク              | 2012-13  | ブンデスリーガ           | 11     | 2      | 0      | 0      | —        | —        | —      | —      | 11   | 2    |
| ヴォルフスブルク              | 2013-14  | ブンデスリーガ           | 33     | 10     | 5      | 1      | —        | —        | —      | —      | 38   | 11   |
| ヴォルフスブルク              | 2014-15  | ブンデスリーガ           | 24     | 5      | 2      | 1      | 9        | 1        | —      | —      | 35   | 7    |
| ヴォルフスブルク              | 2015-16  | ブンデスリーガ           | 2      | 1      | 1      | 0      | —        | —        | 1      | 0      | 4    | 1    |
| ヴォルフスブルク              | 通算     | 通算                     | 70     | 18     | 8      | 2      | 9        | 1        | 1      | 0      | 88   | 21   |
| インテル                      | 2015-16  | セリエA                  | 34     | 7      | 3      | 2      | —        | —        | —      | —      | 37   | 9    |
| インテル                      | 2016-17  | セリエA                  | 36     | 11     | 1      | 0      | 5        | 0        | —      | —      | 42   | 11   |
| インテル                      | 2017-18  | セリエA                  | 37     | 11     | 2      | 0      | —        | —        | —      | —      | 39   | 11   |
| インテル                      | 2018-19  | セリエA                  | 34     | 8      | 1      | 0      | 10       | 1        | —      | —      | 45   | 9    |
| インテル                      | 通算     | 通算                     | 141    | 37     | 7      | 2      | 15       | 1        | –      | –      | 163  | 40   |
| バイエルン・ミュンヘン (loan) | 2019-20  | ブンデスリーガ           | 22     | 4      | 3      | 1      | 6        | 1        | —      | —      | 31   | 6    |
| 総通算                        | 総通算   | 総通算                   | 363    | 104    | 31     | 10     | 57       | 8        | 3      | 0      | 455  | 122  |

### 代表
- 国際Aマッチ 129試合 33得点（2011年 - ）[40]

| クロアチア代表 | 国際Aマッチ | 国際Aマッチ |
| 年             | 出場        | 得点        |
| -------------- | ----------- | ----------- |
| 2011           | 7           | 0           |
| 2012           | 11          | 1           |
| 2013           | 8           | 0           |
| 2014           | 9           | 7           |
| 2015           | 8           | 3           |
| 2016           | 12          | 5           |
| 2017           | 8           | 1           |
| 2018           | 15          | 5           |
| 2019           | 10          | 4           |
| 2020           | 8           | 0           |
| 2021           | 15          | 6           |
| 2022           | 12          | 1           |
| 2023           | 6           | 0           |
| 2024           |             |             |
| 通算           | 129         | 33          |

### 代表での得点
| #  | 開催年月日     | 会場                                                       | 対戦国           | 得点 | 結果          | 大会                          |
| -- | -------------- | ---------------------------------------------------------- | ---------------- | ---- | ------------- | ----------------------------- |
| 1  | 2012年9月11日  | ブリュッセル、ボードゥアン国王競技場                       | ベルギー         | 1–0  | 1–1           | 2014 FIFAワールドカップ予選   |
| 2  | 2014年5月31日  | オシエク、スタディオン・グラドスキ・ヴルト                 | マリ             | 1–0  | 2–1           | 親善試合                      |
| 3  | 2014年5月31日  | オシエク、スタディオン・グラドスキ・ヴルト                 | マリ             | 2–0  | 2–1           | 親善試合                      |
| 4  | 2014年6月18日  | マナウス、アレーナ・アマゾニア                             | カメルーン       | 2–0  | 4–0           | 2014 FIFAワールドカップ       |
| 5  | 2014年6月23日  | レシフェ、アレナ・ペルナンブーコ                           | メキシコ         | 1–3  | 1–3           | 2014 FIFAワールドカップ       |
| 6  | 2014年10月13日 | オシエク、スタディオン・グラドスキ・ヴルト                 | アゼルバイジャン | 2–0  | 6–0           | UEFA EURO 2016予選            |
| 7  | 2014年10月13日 | オシエク、スタディオン・グラドスキ・ヴルト                 | アゼルバイジャン | 3–0  | 6–0           | UEFA EURO 2016予選            |
| 8  | 2014年11月16日 | ミラノ、 サン・シーロ                                      | イタリア         | 1–1  | 1–1           | UEFA EURO 2016予選            |
| 9  | 2015年3月28日  | ザグレブ、スタディオン・マクシミール                       | ノルウェー       | 2–0  | 5–1           | UEFA EURO 2016予選            |
| 10 | 2015年10月10日 | ザグレブ、スタディオン・マクシミール                       | ブルガリア       | 1–0  | 3–0           | UEFA EURO 2016予選            |
| 11 | 2015年10月13日 | タカリ、ナショナル・スタジアム                             | マルタ           | 1–0  | 1–0           | UEFA EURO 2016予選            |
| 12 | 2016年3月23日  | オシエク、スタディオン・グラドスキ・ヴルト                 | イスラエル       | 1–0  | 2–0           | 親善試合                      |
| 13 | 2016年6月4日   | リエカ、スタディオン・ルイェヴィツァ                       | サンマリノ       | 6–0  | 10–0          | 親善試合                      |
| 14 | 2016年6月17日  | サン＝テティエンヌ、スタッド・ジェフロワ＝ギシャール       | チェコ           | 1–0  | 2–2           | UEFA EURO 2016                |
| 15 | 2016年6月21日  | ボルドー、ヌーヴォ・スタッド・ド・ボルドー                 | スペイン         | 2–1  | 2–1           | UEFA EURO 2016                |
| 16 | 2016年10月6日  | シュコドラ、ロロ・ボリーチ・スタジアム                     | コソボ           | 5–0  | 6–0           | 2018 FIFAワールドカップ予選   |
| 17 | 2017年11月9日  | ザグレブ、スタディオン・マクシミール                       | ギリシャ         | 3–1  | 4–1           | 2018 FIFAワールドカップ予選   |
| 18 | 2018年6月8日   | オシエク、スタディオン・グラドスキ・ヴルト                 | セネガル         | 1–1  | 2–1           | 親善試合                      |
| 19 | 2018年6月26日  | ロストフ・ナ・ドヌ、ロストフ・アリーナ                     | アイスランド     | 2–1  | 2–1           | 2018 FIFAワールドカップ       |
| 20 | 2018年7月11日  | モスクワ、ルジニキ・スタジアム                             | イングランド     | 1–1  | 2–1           | 2018 FIFAワールドカップ       |
| 21 | 2018年7月15日  | モスクワ、ルジニキ・スタジアム                             | フランス         | 1–1  | 2–4           | 2018 FIFAワールドカップ・決勝 |
| 22 | 2018年9月6日   | ファロ/ローレ、エスタディオ・アルガルヴェ                  | ポルトガル       | 1–0  | 1–1           | 親善試合                      |
| 23 | 2019年6月8日   | オシエク、スタディオン・グラドスキ・ヴルト                 | ウェールズ       | 2–0  | 2–1           | UEFA EURO 2020予選            |
| 24 | 2019年9月6日   | トルナヴァ、シュタディオーン・アントナ・マラティンスケーホ | スロバキア       | 2–0  | 4–0           | UEFA EURO 2020予選            |
| 25 | 2019年11月16日 | リエカ、スタディオン・ルイェヴィツァ                       | スロバキア       | 3–1  | 3–1           | UEFA EURO 2020予選            |
| 26 | 2019年11月19日 | プーラ、スタディオン・アルド・ドロシナ                     | ジョージア       | 2–1  | 2–1           | 親善試合                      |
| 27 | 2021年3月30日  | リエカ、スタディオン・ルイェヴィツァ                       | マルタ           | 1–0  | 3–0           | 2022 FIFAワールドカップ予選   |
| 28 | 2021年6月1日   | ヴェリカ・ゴリツァ、スタディオン・ラドニク                 | アルメニア       | 1–0  | 1–1           | 親善試合                      |
| 29 | 2021年6月18日  | グラスゴー、ハムデン・パーク                               | チェコ           | 1–1  | 1–1           | UEFA EURO 2020                |
| 30 | 2021年6月22日  | グラスゴー、ハムデン・パーク                               | スコットランド   | 3–1  | 3–1           | UEFA EURO 2020                |
| 31 | 2021年10月8日  | ラルナカ、AEKアレナ                                        | キプロス         | 1–0  | 3–0           | 2022 FIFAワールドカップ予選   |
| 32 | 2021年11月11日 | タカリ、ナショナル・スタジアム                             | マルタ           | 1–0  | 7–1           | 2022 FIFAワールドカップ予選   |
| 33 | 2022年12月5日  | アル＝ワクラ、アル・ジャヌーブ・スタジアム                 | 日本             | 1–1  | 1–1 (3–1 (p)) | 2022 FIFAワールドカップ       |

## タイトル

### クラブ
ボルシア・ドルトムント
- ブンデスリーガ：2011-12
- DFBポカール：2011-12

VfLヴォルフスブルク
- DFBポカール：2014-15
- DFLスーパーカップ：2015

バイエルン・ミュンヘン
- ブンデスリーガ：2019-20
- DFBポカール：2019-20
- UEFAチャンピオンズリーグ：2019-20

インテル
- セリエA：2020-21
- コッパ・イタリア：2021-22
- スーペルコッパ・イタリアーナ：2021

### 個人
- ジュピラー・プロ・リーグ得点王：2010-11
- ベルギー年間最優秀選手賞：2010-11